# Grange de Fraville
La grange de Fraville est une grange située à Arconville, en France.

## Localisation
La grange est située sur la commune d'Arconville, dans le département français de l'Aube.

## Historique
Possession de Clairvaux mentionnée dès 1147 c'est la première grange de l'abbaye, liée à l'apparition des convers chez les cisterciens. Au XVIe siècle, devenue une ferme à bail, elle doit encore le gîte et le couvert aux moines de passage. Vendue comme bien national le 6 juin 1791 à Claude Duval de Fraville.
Le nom des Duval de Fraville vient du lieu.

## Description
Telle qu'elle se présente aujourd'hui, l'ancienne grange témoigne encore de son activité qui n'a pas changé depuis le début du XIIe siècle. Les bâtiments comprennent : 
- un corps de logis s'élevant sur un niveau, avec combles et cave voûtée en berceau ;
- un porche couvert d'une toiture en tuiles plates ;
- une ancienne chapelle consacrée à saint Barnabé et datée du 13e siècle ;
- une grange ;
- un mur d'enceinte.

La charpente en chêne du corps de logis présente une disposition courante aux XVIIe et XVIIIe siècles. Tous les éléments cités ainsi que le sol de l'édifice sont inscrits au titre des monuments historiques en 2001.